# Brinjahe
Brinjahe település Németországban, Schleswig-Holstein tartományban. Lakosainak száma 102 fő (2023. december 31.).

## Népesség
A település népességének változása:
| Lakosok száma | 157  | 123  | 115  | 112  | 102  | 101  | 102  |
|               | 1975 | 2014 | 2017 | 2019 | 2021 | 2022 | 2023 |